# Przezskórna cholangiografia przezwątrobowa
Przezskórna cholangiografia przezwątrobowa (ang.percutaneous transhepatic cholangiography - PTC) – inwazyjne badanie diagnostyczne, polegające na nakłuciu (pod kontrolą USG) wątroby i podaniu do dróg żółciowych środka cieniującego.
Badanie może być uzupełnione procedurą leczniczą np. drenażem dróg żółciowych, ich plastyką lub protezowaniem.

## Wskazania
- diagnostyka cholestazy
- odbarczenie zastoju w drogach żółciowych
- protezowanie dróg żółciowych
- brachyterapia lub terapia fotodynamiczna zmian nowotworowych

## Powikłania
Częstość występowania poważnych powikłań szacuje się poniżej 5% i są to:
- żółciowe zapalenie otrzewnej
- sepsa
- krwotok lub krwiak
- odma opłucnowa.